# ألفريدو كاسترو (ممثل)
ألفريدو كاسترو (بالإسبانية: Alfredo Castro) هو مخرج فني ومخرج وممثل تشيلي، ولد في 19 ديسمبر 1955 بسانتياغو في تشيلي.

## وصلات خارجية
- ألفريدو كاسترو على موقع IMDb (الإنجليزية)
- ألفريدو كاسترو على موقع قاعدة بيانات الأفلام العربية
- ألفريدو كاسترو على موقع ألو سيني (الفرنسية)
- ألفريدو كاسترو على موقع أول موفي (الإنجليزية)
- ألفريدو كاسترو على موقع قاعدة بيانات الأفلام السويدية (السويدية)
- ألفريدو كاسترو على موقع قاعدة بيانات الفيلم (الإنجليزية)
- ألفريدو كاسترو على موقع كينوبويسك (الروسية)